# リゾチーム

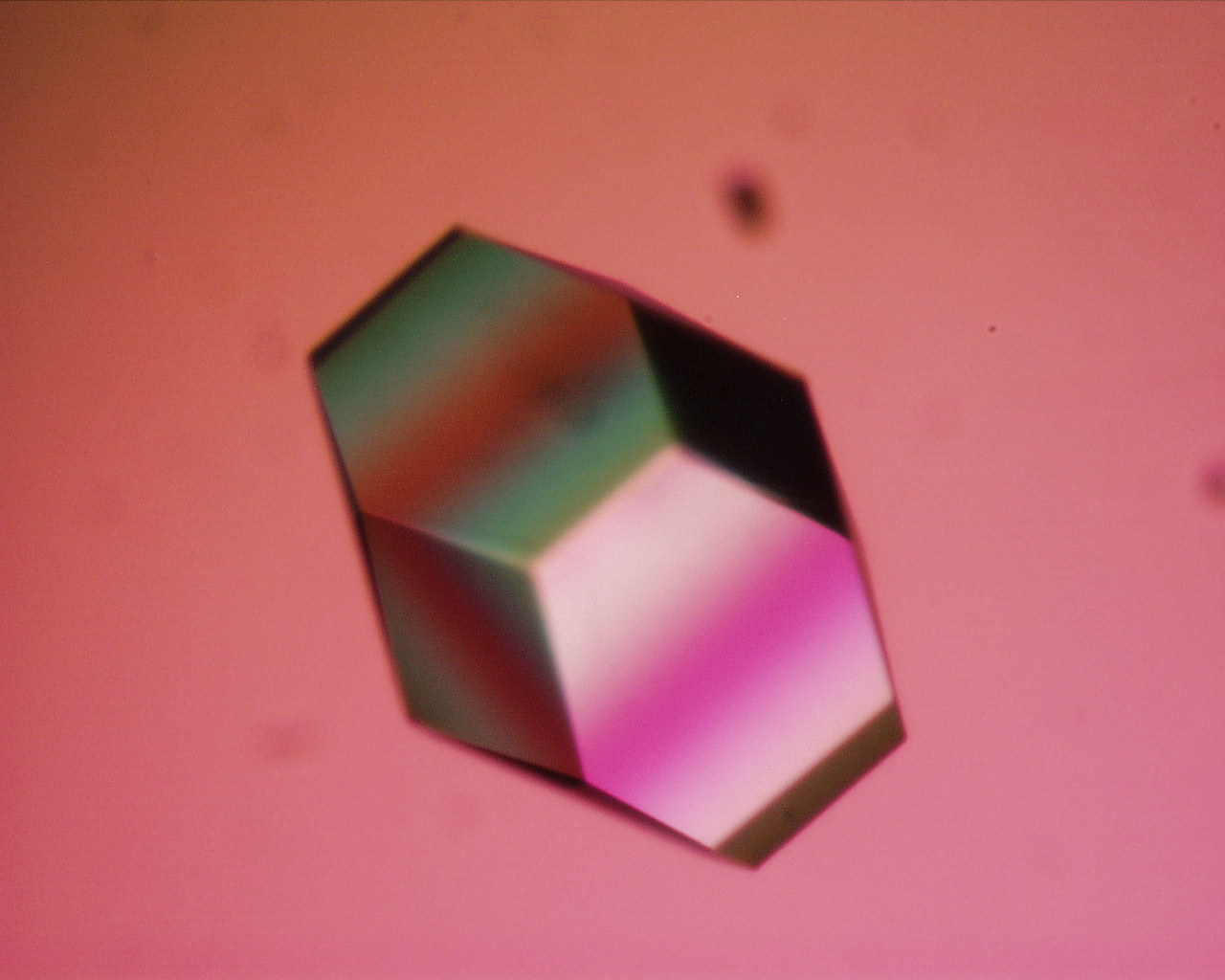
リゾチームの単結晶

リゾチーム（英語名: Lysozyme、別名: ムラミダーゼ）とは、糖質加水分解酵素ファミリー22に分類される酵素であり、真正細菌の細胞壁を構成するペプチドグリカンを加水分解する機能を持つ。具体的には、ペプチドグリカンを構成するN-アセチルムラミン酸とN-アセチルグルコサミンとの間に形成されるβ-(1→4)グリコシド結合を加水分解する。この作用があたかも細菌を溶かしているように見えることから溶菌酵素とも呼ばれる。Lysozymeという名前は、溶菌をあらわすlysisと、酵素をあらわすenzymeから付けられた。
この酵素は1922年にペニシリンの発見で知られるアレクサンダー・フレミングによって発見された。また、 酵素としては世界で初めてX線結晶構造解析により三次元構造が決定されたタンパク質である。
リゾチームはヒトの場合涙や鼻汁、母乳などに含まれている。工業的には卵白から抽出したリゾチームが食品や医薬品に応用されている。

## 性状
- 分子量：14,307
- 等電点：11.1～11.35
- 至適pH：5付近（溶菌法では7付近）
- 至適温度：50℃

一次構造
ニワトリ卵白リゾチームは129個(ヒトリゾチームは130個)のアミノ酸残基により構成される。酸性アミノ酸（Asp7、Glu2）に対して塩基性アミノ酸（Arg11、Lys6）の数が多いことと分子量の割にS-S結合が多いことが特徴である。

## 真正細菌に対する作用
グラム染色陽性の菌（以下グラム陽性菌）に作用し、グラム染色陰性の菌（以下グラム陰性菌）には作用しない。これはそれぞれの菌の構造の違いによるもの。グラム陽性菌の細胞壁はN-アセチルグルコサミンとN-アセチルムラミン酸とがβ-1,4結合した多糖類を主成分とするペプチドグリカン層により構成されていて、ここにリゾチームが作用する。一方グラム陰性菌は、この細胞壁の外側にさらにリポ多糖による外膜が形成されているため、リゾチームが作用されても細胞壁成分は完全に分解されない。しかし、硬いペプチドグリカン層が分解されるため、その形状は維持できなくなり、球状を呈する。
リゾチームによる溶菌作用を受けやすい菌としては枯草菌(Bacillus subtillis)、Micrococcus lysodeikticusなどが知られている。

## 利用
食品添加物としては日持ちを向上させるために用いられる。特にグリシンと併用したり有機酸によりpHを調整することで効果が高まることから、卵白リゾチーム-グリシン-有機酸を組み合わせた製剤の形で食品メーカー向けに流通している。

## 医療上の有用性
塩化リゾチーム（リゾチーム塩酸塩）は、グリコサミノグリカンを分解する作用があるとして日本でも医薬品として主に風邪薬、副鼻腔炎向けなどに広く用いられていたが、有効性が確認できないとして製造販売を行っていた各社は、2016年3月販売中止と回収を発表した。
なお、2011年2月、再評価試験でプラセボとの有意差が認められなかったため武田薬品工業は消炎酵素製剤ダーゼンを自主回収した。ただし、ダーゼンの一般名はセラペプターゼで、米国ではサプリメントとして分類され一般に販売されている。